# Allaine
Allaine – rzeka we Francji i Szwajcarii o długości 65 kilometrów, lewe dorzecze Doubs. Źródło rzeki znajduje się w szwajcarskiej miejscowości Charmoille, w górach Jury.
Rzeka przepływa przez departamenty Doubs oraz Territoire de Belfort we Francji, a także kanton Jura w Szwajcarii.
Łączna powierzchnia dorzecza wynosi 1120 km².

## Miasta, przez które przepływa rzeka
- Francja
  - Delle
  - Montbéliard
- Szwajcaria
  - Charmoille
  - Porrentruy

Rzeka wpada Doubs w okolicach miasta Montbéliard. Średni roczny przepływ wynosi 22,8 m³/s.

## Dopływy
- Bourbeuse
- Rupt